# Norrmalms totalfornyelse
Norrmalms totalfornyelse (på svensk Norrmalmsregleringen) eller Stockholms moderniseringsprojekt er den store omformning og ændring af byplanen for kvarteret Nedre Norrmalm i Stockholms innerstad, der i princippet blev besluttet af byrådet i 1945 og realiseret i løbet af 1950'erne, 1960'erne og 1970'erne. Totalfornyelsen resulterede i, at det gamle Klara-kvarter måtte vige for det moderne Stockholms City, samtidig med at Stockholms Tunnelbana blev grundlagt i undergrunden.
Norrmalms totalfornyelse var den mest omfattende byfornyelse i Sveriges historie og engagerede en stor del af nationens arkitektelite. Transformationen af Nedre Norrmalm er både blevet kritiseret og beundret, såvel i Sverige som i udlandet, og betragtes som en af de større, mest gennemgribende og konsekvente byfornyelser udført i Europa i efterkrigstiden, selv når man medregner de byer, der blev hårdt beskadiget under krigen. Totalfornyelsen blev præmieret af International Union of Architects med  Sir Patrick Abercrombie's Prize , da den første gang blev tildelt i 1961. Hötorgscity blev også en direkte rollemodel for senere anlægsprojekter i Europa, blandt andet i Hamborg og Warszawa.
Flere af de bygninger, der blev opført i forbindelse med Norrmalms totalfornyelse, regnes i dag for byggnadsminner (fredede), hvilket er den mest omfattende kulturhistoriske beskyttelse i Sverige.

## Beslutningsprocessen
Den politiske debat op til den store totalfornyelse af Norrmalm i 1900-tallet, begyndte allerede i slutningen af 1920'erne, da trafikken i byen steg. Beslutningen blev dog forsinket af konflikter mellem forskellige stridende fraktioner, der også delte de politiske partier, og oven i det lagde flere økonomiske kriser en dæmper på byfornyelsessprocessen. Også 2. verdenskrig satte en foreløbig stopper for byfornyelsen.

### Ønske om forandring
Der var stor enighed om, at en sanering og modernisering af Nedre Norrmalm var ved at være presserende. Behovene drejede sig hovedsageligt om:
- Infrastruktur: Byplanlæggere påpegede, at Stockholms indre by ikke var tilpasset den hurtigt voksende befolkning og den infrastruktur, som dette krævede. Udvidelsen af den kollektive trafik i form af metroen krævede omfattende nedrivning af bl.a. Klara-kvarteret for at kunne gennemføres, og blev derfor den afgørende faktor i byfornyelsesprocessen. Den hastigt voksende biltrafik krævede også både større færdselsårer og bedre sikkerhed for fodgængere.
- Sanering: Klara-kvarteret blev i offentligheden anset for at være slum,[12][13] i samme periode som nedrivningerne startede. Boligmassen var hovedsageligt fra før år 1900 og var derfor forældede i samtiden (1945) med lejligheder der var små og uden tilfredsstillende sanitære faciliteter. Desuden havde et byggeforbud på eksproprierede ejendomme i forbindelse med en mulig byfornyelse, øget behovet for sanering. Gader og gårde var overfyldte og blev anset for at give mørke uhygiejniske boliger og arbejdspladser. Desuden var det ofte mere rentabelt at bygge nyt end at renovere det gamle.
- Byudvikling: Erhvervsliv og institutioner var siden jernbanens opståen i 1860'erne[14] i stigende grad flyttet fra Gamla Stan til det Brunkebergsås-opdelte Norrmalm. Stockholm blev af fornyerne vurderet til at have brug for en moderne koncentreret bymidte tilpasset arbejdslivets behov.

Tiden var desuden præget af fremtidsoptimisme, og idéerne om funktionalisme havde derfor en stærk position i Sverige siden Stockholmudstillingen i 1930. Børnerige familier fra små lejligheder i Stockholms indre by flyttede ud til nye boligområder i bydele som Traneberg og Hammarbyhöjden.
- Trafikprop på den østlige del af Klarabergsgatan ved Drottninggatan i 1952.
- Parkering på Televerkets gård, Norrmalm (1956).
- Diagram: "Ejendomme fordelt efter byggeår" i henhold til Kommuneplanen af 1967.

### Lilienbergs generalplan fra 1928
Den nyudnævnte stadsarkitekt Albert Lilienbergs Generalplan over Stockholm fra 1928 var startskuddet til debatten op til fornyelsesbeslutningen i 1945. Lilienbergs forslag indebar en udvidelse af Sveavägen via Hamngatan og helt til Gustav Adolfs Torg i overensstemmelse med Lindhagens og Tessins gamle planer.
For at minimere det bebyggede areal ved det nye Sveavägen ønskede Lilienberg at bygge ti skyskrabere i art deco-stil, som han havde fundet inspiration til under et besøg i New York, en slags Times Square i Stockholm. Generalplanen mindede om den allerede anlagte amerikansk-inspirerede Kungsgatan med Kungstårnene.
Den fremlagte plan blev dog ikke vedtaget, efter at nej'et med nød og næppe fik overvægt ved en afstemning på Stockholms stadshus (rådhuset). En indflydelsesrig modstander af planen var Folkpartiets Yngve Larsson, der var trafikborgmester på dette tidspunkt.

### International byplanlægningskonkurrence udskrevet i 1932
I 1932 annoncerede Stockholms kommun en international byplanlægningskonkurrence om byfornyelse af Nedre Norrmalm. Der blev indsendt 350 bidrag bl.a. fra nogle af tidens største arkitekter, herunder Le Corbusiers og Alvar Aalto, der havde forslag hvor store dele af indre by ville blive nedrevet til fordel for ren højhusbebyggelse. Le Corbusiers etageejendomsforslag Hus i Park dækkede stort set hele Södermalm. Den tyske arkitekt og tidligere Bauhaus-rektor Walter Gropius, som var en tæt bekendt af Sven Markelius, udbad sig oplysninger om konkurrencen, men der kom aldrig noget forslag fra ham. Også arkitekt Sigurd Lewerentz deltog i konkurrencen, men hans bidrag fik ikke megen opbakning. Ligesom Le Corbusiers forslag "Hus i Park", gik Lewerentz’ plan ud på en opdeling af byen i trafik, boliger og fritid.
Der blev uddelt tre førstepræmier; én til et London-baseret arkitektfirma i England, én til et kontor i New York og én til to ansatte i Stockholms kommuns byggeafdeling, civilingeniør Åke Virgin på ejendomskontoret og arkitekt Thure Bergentz. Deres forslag havde store ligheder med Lilienbergs plan, men da Albert Lilienberg var en del af bedømmelseskomiteen, blev deres forslag diskvalificeret, eftersom en person tæt på konkurrencedommeren (Lilienberg var Bergentz' manager) ikke måtte deltage i konkurrencen.
I fagbladet Byggmästaren fra 1934 kritiserede Sven Markelius hele konkurrencen. Le Corbusiers forslag, mente han, "... tilhører dem, man ikke ønsker at se færdige. Markelius mente også, at udenlandske deltagere ikke med rimelighed kunne sætte sig ind i lokale anliggender såsom udformningen af Stockholms innerstad. Svenska Dagbladets redaktør kunne derimod godt lide forslaget. Den 23. december 1933 skrev han blandt andet, at Le Corbusiers plan var "det mest konsekvente af de utopiske forslag", og at det "bør vedtages" samt at det var den mest åndelige Stockholm-variant af Le Corbusiers ideelle byplaner.
Konkurrencen førte dog ikke projektet med Norrmalms byfornyelse videre, og arbejdet på Stockholms stadsbyggnadskontor fortsatte med at blive videreført i Albert Lilienbergs ånd tilsat kritiske revisioner udefra.
Tage William-Olsson (manden bag Slussens kløverbladsanlæg) var blandt de mest skeptiske arkitekter og fremsatte alternative forslag, og det samme gjorde Paul Hedqvist, dengang professor ved Kungliga Konsthögskolan. Stockholms trafikafdeling havde ligeledes indsendt et forslag, der havde store ligheder med Hedqvists og William-Olssons skitser og modeller. Stadsgartner Holger Blom fandt byggeafdelingens forskellige forslag klodsede og naive i deres optimisme og Erik Lallerstedt mente, at "... En vedtagelse af byggeafdelingens forslag ville betyde, at vores by ville være under nedrivning i årtier - undgå dette!'
Nedre Norrmalm var et af de store områder debatteret af planlæggere og arkitekter i mellemkrigstiden.
- Bedømmelseskomiteen for byplanlægningskonkurrencen i 1933.
- Tre berømte arkitekter på Operakällaren i Stockholm (1933). Fra venstre: Erik Lallerstedt, Le Corbusier og Ivar Tengbom.
- Svenska Dagbladet kommenterer Le Corbusiers forslag den 23. december 1933.

### Den afgørende beslutning i 1945
Den politiske proces var langsommelig, og beslutningerne blev på det tidspunkt truffet af Socialdemokraterne i fællesskab med Sveriges kommunistiske parti, der havde flertallet på Stadshuset. Det eneste parti, der var imod byfornyelsesplanerne og heller ikke havde et eget forslag, var Högerpartiet (Moderaterna), men deres skepsis nåede ikke for alvor ud i offentligheden.
I stedet for Lilienbergs tegning af Sveavägen op til Gustav Adolfs Torg, stoppede den nu ved Sveaplatsen (senere Sergels Torg) og fortsatte vestpå i en tunnel indtil Tegelbacken, hvor den ville blive forbundet med den fremtidige Centralbron. Modstanderne af byplanlæggernes forslag (som Lilienberg støttede) fremførte dog flere argumenter imod dette:
- Hovedtrafikken på Sveavägen ville blive ledt over Norrbro til Slottskajen, som ikke kunne rumme så meget trafik.
- Den æstetiske effekt (at have slottet i baggrunden) var overvurderet; man ville møde slottet fra dets mindre pæne nordside, hvilket aldrig var Tessins idé.
- Byggeafdelingens forslag ville kræve omfattende nedrivninger nord for Gustav Adolfs Plads.
- Der var tre tungtvejende modforslag (af Paul Hedqvist, Tage William-Olsson og Trafikafdelingen), der alle modsatte sig at føre Sveavägen ned til Gustav Adolfs Torg.

En trafiktunnel under Brunkebergsåsen og længere mod øst (den senere Klaratunnelen), blev først foreslået i Cityplanen fra 1962. Der var dog stadig en del trafikale problemer, der skulle løses. For eksempel var trafikken omkring Tegelbacken et stort problem med en jernbaneoverskæring mellem tog, sporvogne og gadetrafik, hvor jernbanebomme næsten konstant gik ned og førte til trafikkaos – det såkaldte Tegelbackseländet.
Højhusene på Hötorget havde været diskuteret i årevis, allerede i 1928 var Artur von Schmalensee kommet med et forslag om ni 30-etagers højhuse. Men der var også ideer om to, tre, fire og seks højhuse. Alle var enige om, at det ville være vigtigt med højhuse i byens centrum, og så betød det mindre hvordan selve designet tog sig ud. I lang tid arbejdede byplanlægningskontoret på en mulighed med fire højhuse, men man ønskede en høj udnyttelsesgrad af etagerne og vurderede derfor, at fire tunge højhuse var mindre ønskværdigt end fem slankere med samme arealudnyttelse. Samtidig gav tallet fem en anden dynamik end fire, eller som David Helldén, arkitekt ved byggeafdelingen, udtrykte det: " ... Du giver en dame fem roser, ikke fire. Paul Hedqvist mente stadig, at byggeafdelingens forslag lignede et "Grönköpings Manhattan", men hans eget forslag om seks stjerneformede højhuse blev i debatten udpeget som et "Gröndals Manhattan" (Backström & Reinius' havde i samme periode opført Stjernehusene i Gröndal).
Beregningen af udgifterne for en totalfornyelse af Nedre Norrmalm, og som dannede grundlag for beslutningen fra 1945, beløb sig til ca. 40 millioner svenske kroner (med relativt små variationer mellem de forskellige forslag) til ejendoms- og vejudgifter. Derudover var der kalkuleret med et beløb på 7,3 millioner svenske kroner (SEK) til metroens rute i Nedre Norrmalm samt vejudgifterne for Tegelbacken på omkring SEK 18 millioner og den planlagte tunnel under Blasieholmen på op til SEK 16,8 millioner. Regningen blev således anslået til i alt ca. 82 mio., regnet i pengeværdi for 1939..
På byggeborgmester Yngve Larssons initiativ besluttede byrådet i 1944 at udarbejde en ny masterplan for Stockholm. Notatet "Det fremtidige Stockholm: Retningslinjer for Stockholms masterplan", hvor man havde fastlagt de grundlæggende betingelser for trafiksystemet, blev efterfølgende færdiggjort i byggeafdellingen i foråret 1945. Den grundlæggende lovgivningsmæssige beslutning om Sveavägens rute til Sveaplatsen og Hamngatan blev truffet af byrådet den 18. juni 1945 og resulterede i Cityplanen fra 1946.
En udvidelse af 1946-cityplanen resulterede i Cityplanen fra 1962 og Cityplanen fra 1967, som blev vedtaget i henholdsvis 1963 og 1967.

## Udførelsen
Allerede i 1930'erne havde Stockholms kommun inddraget adskillige ejendomme til en mulig udvidelse af Sveavägen frem til Hamngatan. En særlig lov, Lex Norrmalm, som gjorde det lettere for byen at ekspropriere ejendomme som forberedelse til større byplanlægningsbestemmelser, blev vedtaget i 1953. Loven blev kritiseret for at bidrage til slum i området og blev trukket tilbage i 1979, efter at Den Europæiske Menneskerettighedsdomstol i Strasbourg havde givet to berørte jordejere medhold i deres klage.
Selve fornyelsen begyndte i 1950'erne i forbindelse med opførelsen af Stockholms Tunnelbana. Metrobyggeriet skulle udføres som cut-and-cover-tunnel, fordi ruten gik lige igennem Brunkebergsåsens grus og sand. Ingen anden teknologi var tilgængelig på det tidspunkt. Hovedkraften i 1950'ernes byfornyelse var byggeborgmester Helge Berglund, mens det i 1960'erne og 70'erne var finansborgmesteren Hjalmar Mehr, der stod for forandringsprocessen.

### Planlægningen
Arkitekten, der var ansvarlig for planlægningen, var Sven Markelius. Han var mellem 1938-1944 leder af forskningsafdelingen i Byggnadsstyrelsen og senere stadsarkitekt i Stockholm i årene 1944-1954. Han efterfulgte Albert Lilienberg, der trak sig tilbage i 1944.
Da arbejdet med Nedre Norrmalm, under Markelius' ledelse, påbegyndtes i 1945, blev der åbnet et særligt "Norrmalmskontor" på Malmskillnadsgatan. Her samlede Markelius en ny medarbejdergruppe bestående af arkitekter, trafikteknikere og andre specialister, heriblandt arkitekt David Helldén, der tog sig af bygningernes udformning. Udgangspunktet for den mere fysiske planlægning var Paul Hedqvists forslag fra 1939. I 1946 fremlagde David Helldén byggeafdelingens forslag til en modernisering af Sveaplatsen (nu Sergels Torg) og Hötorgscity, hvor der i forvejen var bygget fem Hötorgshøjhuse, "De fem trompetstød" som Yngve Larsson havde kaldt dem.
I 1951 blev der oprettet et særligt organ for byfornyelsen - Nedre Norrmalmskomitéen. Formålet var at skabe garantier for, at "samarbejdet mellem byens forskellige instanser om Norrmalms totalfornyelse fremover kan gennemføres med størst mulig effektivitet og hurtighed".

### Nedrivningerne
Nu fulgte en nedrivning af ca. 700 bygninger i Klara-kvarteret. Arbejdet begyndte i marts 1952, og man startede med blokkene inddæmmet af Malmskillnadsgatan og Sergelgatan, på dét sted hvor Sveavägens rute fremover kom til at gå mellem Kungsgatan og Hamngatan, og fortsatte med nedrivningen ned til Jakobsgatan de kommende to årtier.
Gamla Telefontornet på Brunkebergstorg, som var blevet beskadiget ved en brand i 1952 og derfor truede med at kollapse, rev man ned i 1953. De samlede nedrivninger dækkede et stort område. Området, hvor metroen skar gennem Brunkebergsåsen, omkring Sergels Torg, var som følge heraf i mange år en kraterlignende byggeplads (kaldet "Riksgropen"), inden pladsen stod færdig i 1966. Udtrykket Riksgropen blev opfundet, da Klara-kvarteret blev revet ned af hensyn til totalfornyelsen.
Gadeudvidelsen ved Regeringsgatan, Malmskillnadsgatan, Hamngatan, Jakobsgatan og nedre Sveavägen førte til omfattende indgreb på ældre bygninger. Man forsøgte i lang tid at bevare Betlehemskyrkan samt de kulturelt og historisk interessante bygninger i kvarteret Beridarebanan, men disse var lokaliseret midt i området, og blev derfor anset for vanskelige at indlemme i det nye by- og metroområde. Også Eugeniakapellet og værtshuset Tre Remmare kendt fra Bellmans breve, samt området omkring Kungsträdgården Sagerske hus, Sidenhuset og Blancheteatern rev man ned. Alle bygninger i det såkaldte aviskvarter blev jævnet med jorden i løbet af Norrmalms totalfornyelse, dog med undtagelse af Stockholms-Tidningens og Aftonbladets huse på Vattugatan 12, som først blev fjernet i 1989.

### Nybyggeriets første fase i henhold til city-planen fra 1946
Markelius ønskede en arkitektkonkurrence om udformningen af højhuse og andre bygninger i den nye bydel, men det var byens politikere ikke med på. Det skulle gå stærkt nu, og en lang konkurrence med bedømmelser mente man ikke der var tid til, idet spørgsmålet var blevet diskuteret i årtier, og nu ønskede beslutningstagerne at se resultater.
Man gav opgaverne til kendte svenske arkitekter og firmaer: Sven Markelius selv skulle designe det tredje Hötorgshøjhus, David Helldén tegnede det første højhus og Hötorgscity med de nye projekter Hötorgshallen, Sergelteatern samt Sergels Torg. Backström & Reinius tegnede det femte højhus (som oprindeligt skulle have været et hotel), Anders Tengbom fik højhus nummer to og Lars-Erik Lallerstedt højhus nummer fire.
Den 24. november 1957 blev metroens sydlige og vestlige linjer (i dag den Grønne linje) forbundet, og strækningen Slussen-Hötorget blev taget i brug. I 1964 blev den såkaldte T-bana 2 (i dag den Røde linje) åbnet, der forbandt de nye sydvestlige forstæder Skärholmen og Bredäng med Östermalm.
Med indvielsen af Hötorgshøjhus nummer fem (tættest på Sergels Torg) og færdiggørelsen af Hötorgscity i 1966, blev den første fase af nybyggeriet afsluttet.

### Nybyggeriets anden fase i henhold til cityplanerne 1962 og 1967
For området syd for Sergels Torg udskrev Stockholms kommun og Riksbanken en idékonkurrence i 1965-1966. Konkurrencen var baseret på kommuneplanen fra 1962, som igen var baseret på byrådets beslutning fra 1945. I den endelige meningsdiskussion fandtes et forslag kaldet Corso" af EGT-gruppen (bestående af Ralph Erskine, Léonie Geisendorf og Anders Tengbom) parallelt med Peter Celsings forslag. Mange medlemmer af konkurrencenævnet anså EGT-gruppens idé for ny og positiv, og bestyrelsen besluttede derfor at godkende forslaget som et bidrag til konkurrencen. Med EGT-gruppens forslag forenedes Norrmalms to bycentre (Sergels Torg og Gustav Adolfs Torg) såvel visuelt, funktionelt som trafikalt, men det afveg helt fra den oprindelige byplan.
Efter en livlig debat blev Celsings idéforslag dog vedtaget i sidste ende, da det fulgte kommuneplanen modsat EGT-gruppens, på trods af en revision. At EGT-gruppens forslag faldt, skyldtes til dels den negative holdning til "Principplanen for den fortsatte byfornyelsen, Cityplanen fra 1967". I tiden herefter, fra 1968-1976, blev ét af de sidste byggekratere dækket af Peter Celsings kulturhus mod Sergels Torg og af det nye Riksbankshuset mod Brunkebergstorg, og den oprindelige idé om en akse med frit udsyn fra Hagaparken til Gustav Adolfs Torg og Stockholms Slot blev endeligt begravet. Celsing selv nåede ikke at opleve det færdige resultat, idet han døde i 1974.
Andre store nye områdebygninger, der blev færdiggjort i 1960'erne og 1970'erne, var Åhléns City på Klarabergsgatan (1964) (arkitekt Backström & Reinius) Skandinaviska Bankens bygning ved Sergels Torg (1963-1966) (arkitekt Kjell Ödeen), Götabanken på Sveavägen (1963–1967) (arkitekt Anders Tengbom), Sverigehuset på Kungsträdgården (1969) (arkitekt Sven Markelius, i øvrigt Markelius' sidste opgave), Sparbankshuset i Hamngatan (1973-1975) (arkitekt Carl Nyrén) og PK-bygningen i Hamngatan (arkitekt Backström & Reinius) (1971–1974). Under Klara Kirke, Sergels Torg samt de tilstødende områder blev byggede man desuden ét af Sveriges største beskyttelsesrum, Klara-bunkeren, der kunne rumme ca. 12.000 personer.
Et af de sidste huse, der blev færdiggjort, var Gallerian i Hamngatan (1976–1977) skabt af arkitekterne Malmquist & Skoogh, Boijsen & Efvergren m.fl. Projektet gennemgik mange faser og indebar en nedrivning af Norra Smedjegatan og fire blokke. Projektet blev kaldt Storviggen, hvilket også var det nye kvarternavn for hele området (i dag Stockholms Trollhättan). Den største bygning i Storviggen skulle være et hotel med fronten vendt ud mod Brunkebergstorg. Mod øst og Norra Smedjegatan var hotellet planlagt til at være 15 etager højt. Blokken og hotellet var planlagt på i yderste hemmelighed af Malmquist & Skoogh på vegne af byens byggeafdeling. Der blev også indgået en foreløbig aftale med den amerikanske InterContinental Hotels Group om at finansiere og drive hotellet. Men den amerikanske hotelkæde trak sig pludseligt ud af projektet, og byen stod med et tomt kæmpekvarter, der var svært at udfylde med egnede bygninger. Ifølge Thomas Hall er det nærliggende at anskue det ødelagte projekt Storviggen og byggeafdelingens handlinger som vendepunkter i totalfornyelsen af Norrmalm.
Nybyggeriets fase 3, 4 og 5 i henhold til Cityplan 67, der bl.a. omfattede Tunnelgatans udvidelse og omdannelse til en lokal hovedgade, samt en ombygning af Östermalm frem til Humlegårdsgatan og Sibyllegatan samt Blasieholmen og Blasieholmsleden blev dog aldrig gennemført.

### Billeder
Historiske billeder fra byggeperioden i 1950'erne og 1960'erne:
- Tunnelbanan begyndte langs Klarabergsgatan. Klara Kirkegård til venstre i 1953.
- Metroarbejdet mellem Hötorget og T-Centralen nærmer sig her sin afslutning. Klarabergsgatan (till højre) og Mäster Samuelsgatan (til venstre), begge opført på midlertidige broer. Billede fra maj 1957.
- Det nye Hötorgscity tager form: Det første højhus set fra Malmskillnadsgatan ved Hamngatan i 1959.
- Byggeriet af alle fem Hötorgshøjhuse er sat i stå, mens arbejdet med Sergels Torg er i gang. Billedet er fra ca. 1965.
- Udsigt mod syd til nedrivningen af Norra Smedjegatan i 1968. I dag går Gallerians hovedfærdselsåre forbi her.

## Kritik af byggeriet
Nybyggeriets første fase med Hötorgscity og de fem højhuse havde i begyndelsen stor folkelig opbakning, idet en fremtidsoptimisme fortsat dominerede såvel i offentligheden som hos toneangivende kulturpersonligheder. For eksempel mente forfatteren Per Wästberg i 1957, at man godt kunne nedrive den halvgamle slumbebyggelse i Klara: "Den kunne jo ikke have været bevaret til nogen som helst glæde."
Den fortsatte proces i anden fases udvidelse jf. Cityplanen fra 1962 og Cityplanen fra 1967 mødte imidlertid modstand fra arkitekter, kunstnere, forfattere, historikere og endda byens egne trafikeksperter. Man fremhævede især en stor mangel på kulturelle aktiviteter i den fremtidige bydel. Den opfattelse ændrede sig dog, da byen besluttede at opføre Kulturhuset i Stockholm.
For byrådet gjaldt det nu om at finde private bygherrer og finansfolk, der kunne udfylde alle de tomme byggekratere med huse. I den situation vendte det svenske erhvervsliv uventet ryggen til hovedstaden og udviste en manglende interesse for at bygge nyt i bydelen. Erhvervene ønskede ikke at acceptere lejemåls-systemet og at underkaste sig Stadshusets ordrer.
Da nogle af Sveriges store banker efter megen tøven endelig begyndte at udfylde byggekraterne med bankejendomme, lå der ingen større arkitektoniske visioner bag, med undtagelse af Carl Nyréns Sparbankshuset i Hamngatan. Ellers var det økonomiske synspunkter, der dominerede over det æstetiske - "en sjælløs konservesdåsearkitektur, en dyster baggrundkulisse for cityvagterne og de prostitueredes kvarter", som arkitekturhistorikeren Fredric Bedoire udtrykte det i 1985.
Byforvandlingen blev lidenskabeligt kritiseret af mange af datidens kulturpersonligheder, eksempelvis Per Anders Fogelström, Lars Gyllensten, Cornelis Vreeswijk, Karl Vennberg og arkitekturhistorikeren Göran Lindahl. Da byggegrundene aldrig blev udfyldt, og nedrivningsgrundene år efter år stod tomme og fungerede som improviserede parkeringspladser, blev offentligheden efterhånden også træt af projektet. Kritikken kulminerede i 1971 i forbindelse med den landskendte stockholmske elmestrid, hvor flere dages sammenstød mellem aktivister og byens repræsentanter til sidst førte til, at en planlagt metroudgang måtte flyttes for at redde Kungsträdgårdens elmetræer.
Tidsånden var ikke længere den samme som den havde været under datidens politiske debat og de store beslutninger i 1940'erne. Fremtidsoptimismen var stort set erstattet af den nye 68-tidsånd og en spirende traditionalisme. Selv en tidlig forløber for miljøbevægelseen var begyndt at dukke op.
Kritikken drejede sig hovedsageligt om arkitekturen, der blev opfattet som steril og historieløs, og beslutningsprocessen blev anset for at være i strid med den nye almene konsensus, der kritiserede beslutningstagernes ligegyldighed over for områdets bygningsfredninger og kulturhistoriske værdier, så gammel arkitektur gik tabt.
Nogle af de mest kritiserede nedrivninger var dels de historiske bygninger langs den sydlige del af Drottninggatan (eksempelvis Wredeska Palatset) og dels den nederste del af Regeringsgatans østside, hvor man i 1950'erne kunne beundre 14 forskellige facader bygget over fire århundreder, men som nu erstattedes af blanke aluminiumsfacader.
Der var megen kritik af Klara-kvarterets nedrivning, og én af de kritiske røster var Jan Olof Olsson, der havde følgende kommentar:
Der er også kommet anden kritik i løbet af årene, her af dokumentarfilmskaberen Anders Wahlgren:
Forsvarerne af projektet påpegede, at Gamla Stan også havde præg af et slumkvarter. I dag er der dog stor enighed om de positive aspekter ved bevarelsen af de gamle bygninger i den gamle bydel. Men allerede før Norrmalms totalfornyelse havde Stockholms gamle indre by mistet alle funktioner som centrum for erhvervsliv og administration, og disse aktiviteter var i stedet flyttet til Norrmalm, og Gamla Stan undgik derfor byfornyelsen.

### Et forsvar for totalfornyelsen
Både Yngve Larsson og Hjalmar Mehr svarede igen på kritikken:
| Citat        | Hvilken slags romantik er der i Nedre Norrmalm? Vasastan? Kungsholmen? Tilstandene i ejendommene på Nedre Norrmalms var rådden, skruet sammen i tider med private spekulanter. De smækkede lejekaserner op. Jeg er næsten den eneste opvokset under sådanne vilkår, der diskuterer dette aspekt. Min mor flyttede hvert andet år. Store umoderne lejligheder med tørkloset og rotter i gården og ubehageligt; altså saneringstrængende lejligheder. Romantik er for dem, der bor godt, mens fattige mennesker lever i forfaldne boliger for evigt. De tilstande man har oplevet der, bygger ikke på æstetiske eller kulturhistoriske værdier. | Citat |
| Hjalmar Mehr | |       |

Arkitekturhistorikeren Thomas Hall skrev i 1999 i sin bog Huvudstad i omvandling:
| Citat | Alternativet til en fornyelse [af Nedre Norrmalm] i kommunalt regi havde været en række delvise renoveringer, udført af ejendoms- og byggefirmaer samt af virksomheder, der ønskede lokaler i byen. Resultatet ville have været en usammenhængende infrastruktur uden en samordnet forsyning af nødvendigheder. | Citat |
|       | |       |

### Konsekvenserne
I takt med at kommunens økonomi forværredes, førte øget kritik fra offentligheden til, at nye infrastrukturprojekter blev sat på standby i løbet af 1970'erne, og spørgsmålet om Norrmalms totalfornyelse forblev en politisk varm kartoffel i mange år fremover. Efter Stockholms elmestrid blev det politisk umuligt for Socialdemokraterne at beholde Hjalmar Mehr som finansborgmester, og han fik i stedet stilling som amtsborgmester i Stockholms län; en titel han beholdt i en årrække.
Byplanlæggerne tog efterhånden kritikken til efterretning, idet Stockholms cityplan fra 1967 ikke blev gennemført. I 1978 trådte en helt anden plan i kraft, nemlig Cityplanen fra 1977.

## Nedre Norrmalm i dag
I de senere år har man søgt at nedtone den kritik, der rettes mod arkitekturen i Stockholms City. Parkeringshuset "Elefanten" ved Herkulesgatan blev i 2003 erstattet af nye boliger, Hötorgscity fik endelig den tilsigtede lyse glasfacade ud mod Hötorget i 1995, Filmstaden Sergel blev færdiggjort (Sven Markelius havde oprindeligt planlagt, at Stockholms stadsteater skulle ligge her), og det trækplagede område mellem højhus 3 og 4 blev overdækket med glasruder i år 2000.
I det gamle Klara-kvarter står Klara Kirke og Klaras gamle skole stadigvæk tilbage, og man har bevaret Rosenbad samt det gamle palads mod Norrström og Tegelbacken.

### Stadsmuseets Norrmalmsbevaring i 2007
I foråret 2007 gennemførte Stockholms stadsmuseum en omfattende bevaringsindsats og klassificering af alle bygninger i Norrmalm, der var opført i perioden 1960-1989. Stockholms stadsmuseum har lavet dokumentarer om alle bygninger i ord og billeder for at lave en vejledende guide til eventuelle fremtidige byggeplaner i Stockholms city.
Blandt de 14 mest værdifulde bygninger, hvis kulturhistoriske værdier omfatter kulturmiljølovens krav til opfyldelse af bygningsfredning, figurerer 11 bygninger fra Norrmalms totalfornyelse på listen, som er tegnet af datidens mest anerkendte arkitekter, eksempelvis Peter Celsing og Carl Nyrén samt arkitektfirmaet Backström & Reinius.
- Sheraton
- Kulturhuset
- Sverigehuset
- Riksbankshuset
- PK-huset
- NK's nye indgang
- Sparbankshuset
- Åhléns City